# Freiberská Mulda
Freiberská Mulda (německy Freiberger Mulde) je řeka v Německu, protékající na území spolkové země Sasko. Pramení u české obce Moldava jako Moldavský potok. Spolu se Cvikovskou Muldou je zdrojnicí řeky Muldy. Délka toku je 124 km. Plocha povodí měří 2981 km². Průměrný průtok vody ve Freiberské Muldě je 35,3 m³/s, tedy větší než další zdrojnice řeky Muldy. Cvikovská Mulda (západní koryto) má průměrný průtok vody asi 26,4 m³/s. Největším přítokem je Šopava.